# Carlo De Nobili
Carlo De Nobili (1777, Catanzaro - 9 décembre 1831, Catanzaro), 7e baron de Magliacane, est un homme politique, historien et économiste italien actif dans le royaume de Naples napoléonien puis dans le royaume des Deux-Siciles.

## Biographie

### Jeunesse et période napoléonienne
Carlo De Nobili naît en 1777 à Catanzaro de Felice De Nobili (1749-1816) et Chiara Cavalcanti (1752-1804). Son père est baron de Magliacane et d'Amendola ainsi que chevalier de Malte tandis que sa mère, née à Cosenza, est issue d'une ancienne famille d'origine florentine qui a notamment compté le poète Guido Cavalcanti.
En 1806, les armées napoléoniennes s'emparent de l'ancien royaume de Naples et repoussent les Bourbons en Sicile. Ils y reforment entièrement l'administration publique et Joseph Bonaparte, frère de l'empereur français, est nommé à la tête du royaume de Naples napoléonien. La famille De Nobili est alors connue en Calabre pour être fortement pro-française et pro-libérale (par opposition aux conservateurs pro-Bourbons) et l'arrivée au pouvoir des Bonaparte lui permet donc de bénéficier de très nombreuses faveurs. Ainsi, en 1806, Carlo De Nobili devient le 1er maire de la ville de Catanzaro tandis que son cousin, Emanuele De Nobili, est nommé grand chambellan du roi Joachim Murat (beau-frère de Napoléon Ier). La famille s'enrichit considérablement (Emanuele De Nobili acquiert pendant cette période 40 % des biens expropriés à l’Église en Italie du Sud) et Carlo De Nobili devient alors avec son cousin une des personnes les plus en vue de l'époque. Il conserve d'ailleurs le poste de maire de Catanzaro jusqu'en 1810.
Après cette période à la tête de la ville de Catanzaro, il est nommé au Conseil d'intendance de la province de Calabre ultérieure seconde. Organe administratif nouvellement créé, chaque conseil d'intendance se composait alors de 12 conseillers d'intendance ou intendants, chargés de diriger la province. Carlo De Nobili devient également membre de la Société économique catanzaraise, qui se charge d'étudier et de conseiller le gouvernement sur les thèmes du développement économique et social de la province.

### Période bourbonienne
Après le retour de la dynastie des Bourbon-Siciles sur le trône et la proclamation du royaume des Deux-Siciles en 1816, Carlo De Nobili parvient à conserver ses fonctions et à rester membre du Conseil d'intendance de sa province (poste qu'il conservera jusqu'à sa mort). En outre, il est élu président de la Société économique catanzaraise et il le restera pendant plus d'une décennie.
En 1819, il est un des membres fondateurs de la Società del Crotalo. Lors de la première réunion de cette société, il en est élu Vice-président. La Società del Crotalo est alors la première académie de Catanzaro et une des majeures académies du royaume des Deux-Siciles.
En 1826, il est président de la Commission sanitaire de la Calabre ultérieure seconde.
En 1830, il est de nouveau réélu président de la Société économique catanzaraise mais il préfère décliner cette charge et se démettre de son poste.
Carlo De Nobili meurt le 9 décembre 1831 dans son domicile à Catanzaro.

## Ouvrages économiques
- Sulla coltura dell'olivo, sulle vigne, sul lino e sul miglioramento dell'industria serica, 1820, Catanzaro[5].
- Sulla condizione economica della provincia, e sulla utilità che potrebbe ottenersi promettendo premi, Catanzaro[5].

## Descendance
Le 22 janvier 1804, Carlo De Nobili épouse Maddalena Marincola (1782-1842), issue de la famille Sanseverino, avec qui il a 8 enfants :
- Felice De Nobili (1805-1806)
- Rosa De Nobili (1806-1875)
- Luigi De Nobili (1808-1841)
- Chiara De Nobili (1810-1860), épouse de Gioacchino Mottola
- Filippo De Nobili (1811-1863), 8e baron de Magliacane et écrivain. Il est le grand-père de l'intellectuel, poète et journaliste italien Filippo De Nobili.
- Maria Teresa De Nobili (1814-1874), épouse de Carlo Marincola.
- Saveria De Nobili (1815-1902), épouse de Carlo Schipani.
- Maria Felicia De Nobili (1821-1831).